# Ortueri
Ortueri (sardisk: Ortuèri) er en by og en kommune (comune) i provinsen Nuoro i regionen Sardinien i Italien. Byen ligger i 584 meters højde og har 1.152 indbyggere (2016). Kommunen har et areal på 38,83 km² og grænser til kommunerne Austis, Busachi, Neoneli, Samugheo, Sorgono og Ula Tirso.